# 約翰·路德維希 (拿騷-哈達馬爾)
約翰·路德維希（德語：Johann Ludwig，1590年8月6日—1653年3月10日），拿騷-哈達馬爾伯爵，拿騷-迪倫堡的揚六世最小的兒子。

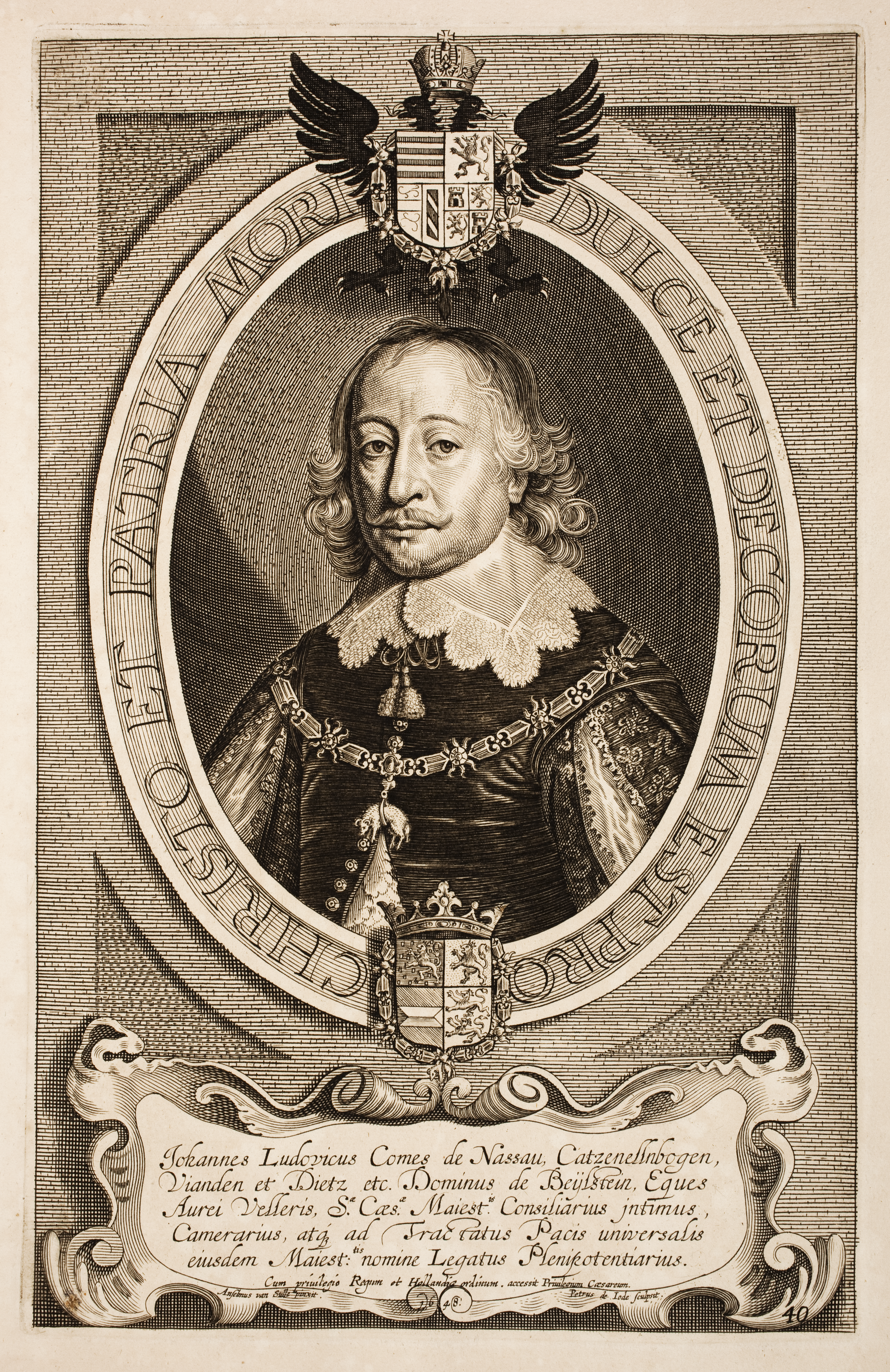
約翰·路德維希

## 家庭
1617年，約翰·路德維希與利珀伯爵西蒙六世的女兒烏爾蘇拉結婚，兩人共有1子2女：
1. 約翰娜·伊莉莎白（英语：Johanna Elisabeth of Nassau-Hadamar）（1619年—1647年），與安哈特-哈茨格羅德的腓特烈結婚
2. 索菲·瑪格達琳（1622年—1658年），與堂兄路德維希·海因里希結婚
3. 莫里茲·海因里希（1626年—1679年）